# 粤海铁1号/2号客滚船

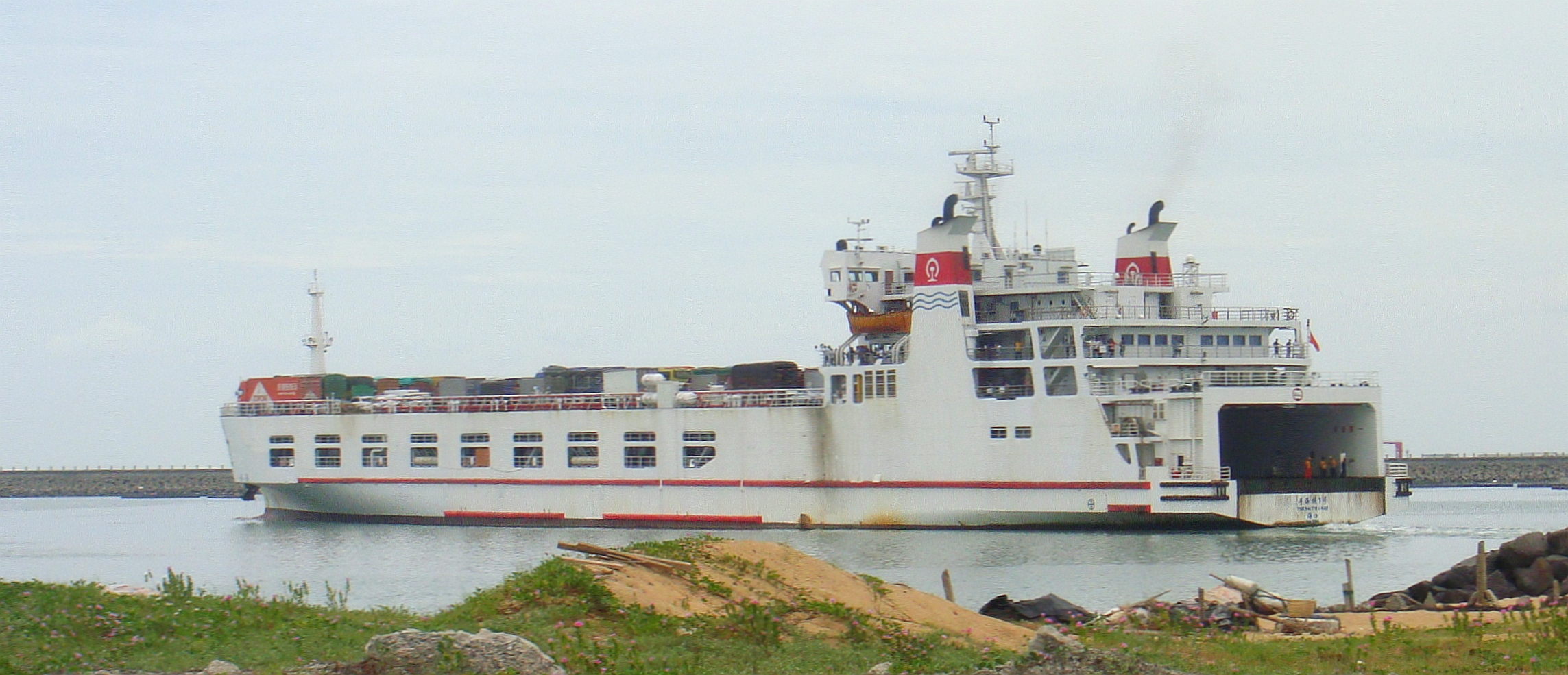
粤海铁1号

粤海铁1号火车渡船由粤海铁路有限责任公司投资，中国船舶工业集团公司第708研究所设计，上海江南造船（集团）有限责任公司承建，是中国第一艘自行设计、自行建造的跨海火车渡船，总造价2.1亿元，水平达到国际一流，是粤海铁路的重要组成部分。该轮航行于琼州海峡两岸的海口南港和海安北港之间，运行时间约40多分钟，能同时装载火车、汽车、旅客。